# Martín Miguel
Martín Miguel es un municipio y localidad española de la provincia de Segovia, en la comunidad autónoma de Castilla y León.

## Geografía

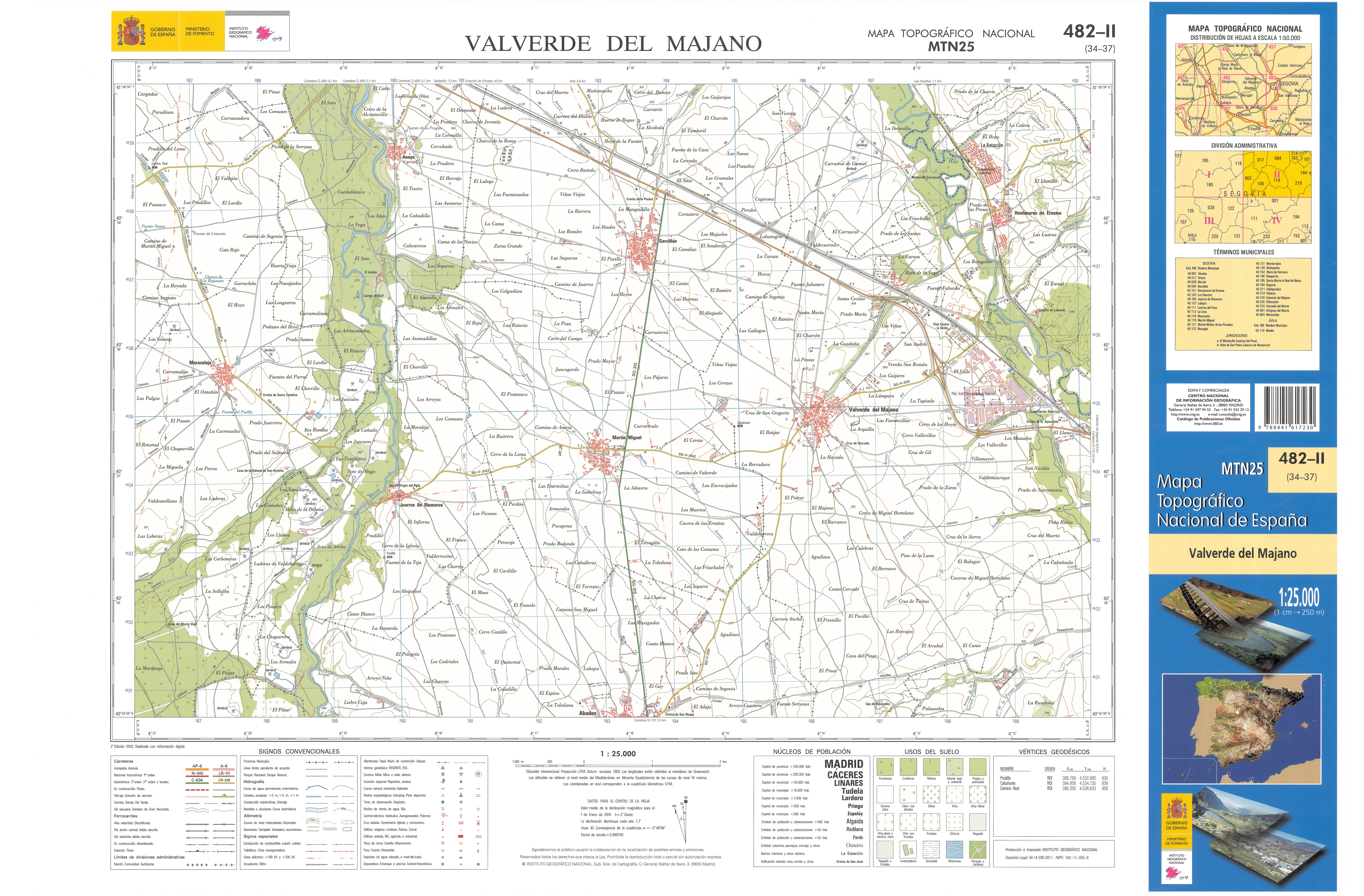
Fragmento de la hoja 481 del Mapa Topográfico Nacional de España de 2010 en el que se representa Martín Miguel

Se encuentra a 15 km al norte de la sierra de Guadarrama y cuenta con una altura de 915 m s. n. m. Sus tierras son fundamentalmente de llanura cultivada, y se encuentra cercana al valle del río Moros al oeste y del valle del río Eresma al norte. A 12 km al oeste de la capital, cuenta con una población de 224 habitantes (INE 2014).
| Noroeste: Anaya            | Norte: Garcillán | Noreste: Garcillán           |
| Oeste: Juarros de Riomoros |                  | Este: Valverde del Majano    |
| Suroeste: Abades           | Sur: Abades      | Sureste: Valverde del Majano |

## Historia
- Fue repoblado por Martín Miguel, caballero castellano al que por su contribución valerosa en época de la reconquista, le fueron otorgadas tierras y derechos. En aquella época, al tiempo que se iban conquistando tierras a los moros, era preciso afianzar los territorios repoblando con población cristiana. De esta manera se aseguraba la defensa de la tierra conquistada, y se permitía crear una base de apoyo para las futuras campañas.

- Ya en 1290 se menciona con su nombre actual.

- En 1826, Miñano en su Diccionario Geográfico-Estadístico,[1] lo cita como: "Martín Miguel, Lugar Realengo de España, obispado y partido de Segovia, sexmo de San Millán, Alcalde Pedáneo, 110 vecinos y 551 habitantes, 1 parroquia, 1 pósito. Confina con los pueblos de Abades, Fuente Milanos, Valverde y Juarros de Riomoros. Situado en una llanura inmediata a la Sierra, que produce bastantes granos de toda especie. Sus moradores se dedican a la agricultura, y a cardar y apartar lana para las fábricas de Segovia, de donde dista 2 leg. Contribuye 6,409 rs. 15 mrs."

- Figura en la "Subdivisión en partidos judiciales de la nueva división territorial de la península e islas adyacentes" de 1834[2] en el partido judicial de Segovia.

- Figura en la "España geografía, histórica, estadística y pintoresca: descripción de los pueblos más notables del reino é islas adyacentes" de Francisco de Paula Mellado (1845[3]) como municipio del partido judicial de Segovia.

- Dentro de su término existe un antiguo despoblado conocido como Medina o Aldehuella de Prado Medina, en que se intuyen ciertos orígenes mozárabes (1845[3]).

## Geografía humana

### Demografía
Cuenta con una población de 263 habitantes (INE 2024).
| Gráfica de evolución demográfica de Martín Miguel entre 1842 y 2021                                                   |
| |
| Población de derecho según los censos de población del INE. Población de hecho según los censos de población del INE. |

### Comunicaciones
Su término municipal se ve cruzado de este a oeste por la carretera SGV-3142 procedente de Valverde del Majano y con dirección Juarros de Riomoros y de sur a norte por la SG-314 procedente de Abades y con dirección a Garcillán. Ambas carreteras intersecan en las cercanías del núcleo de población. Existe una pista forestal que comunica con Anaya, pasando por el caserío de El Ardido.
- Desde Segovia: 15,3 km. N-110 dirección Ávila y en primer cruce a la derecha pasada la Residencia Asistida para tomar la CL-605. Desviarse dirección Valverde del Majano y tomar la SGV-3131 para llegar hasta Martín Miguel.
- Desde Madrid: 90 km. A-6 dirección La Coruña y siga el transcurso de la carretera durante 35,63 km, pasada la sierra de Guadarrama hasta la localidad de San Rafael. Podrá haber elegido entre el túnel de peaje de la AP-6 y el puerto de montaña del Alto del León por la carretera nacional N-6. Desde San Rafael, coger la N-603 (o la autopista de peaje AP-61 dirección Segovia durante 7 km, retomando la N-603 dirección Segovia en la salida 68 en Los Ángeles de San Rafael). Coger la SG-722 en el primer cruce a la izquierda pasado Los Ángeles de San Rafael en dirección a Abades. A los 2 km continúe recto en un cruce donde se pasará a denominar SG-723, continuar por ella, cruzar la N-110 y el pueblo de Abades hasta llegar a Martín Miguel.
- Desde Valladolid: 110 km. N-601 dirección Madrid durante 70 km pasando por Olmedo y en el siguiente cruce a la localidad de Rapariegos, la CL-601 a la izquierda en dirección Santa María la Real y Segovia durante 36 km donde deberá coger el cruce a la izquierda por la SG-314 en dirección Garcillán. Dejará Garcillán a la derecha y continuará por la SG-314 durante 4 km hasta llegar a Martín Miguel.

## Administración y política

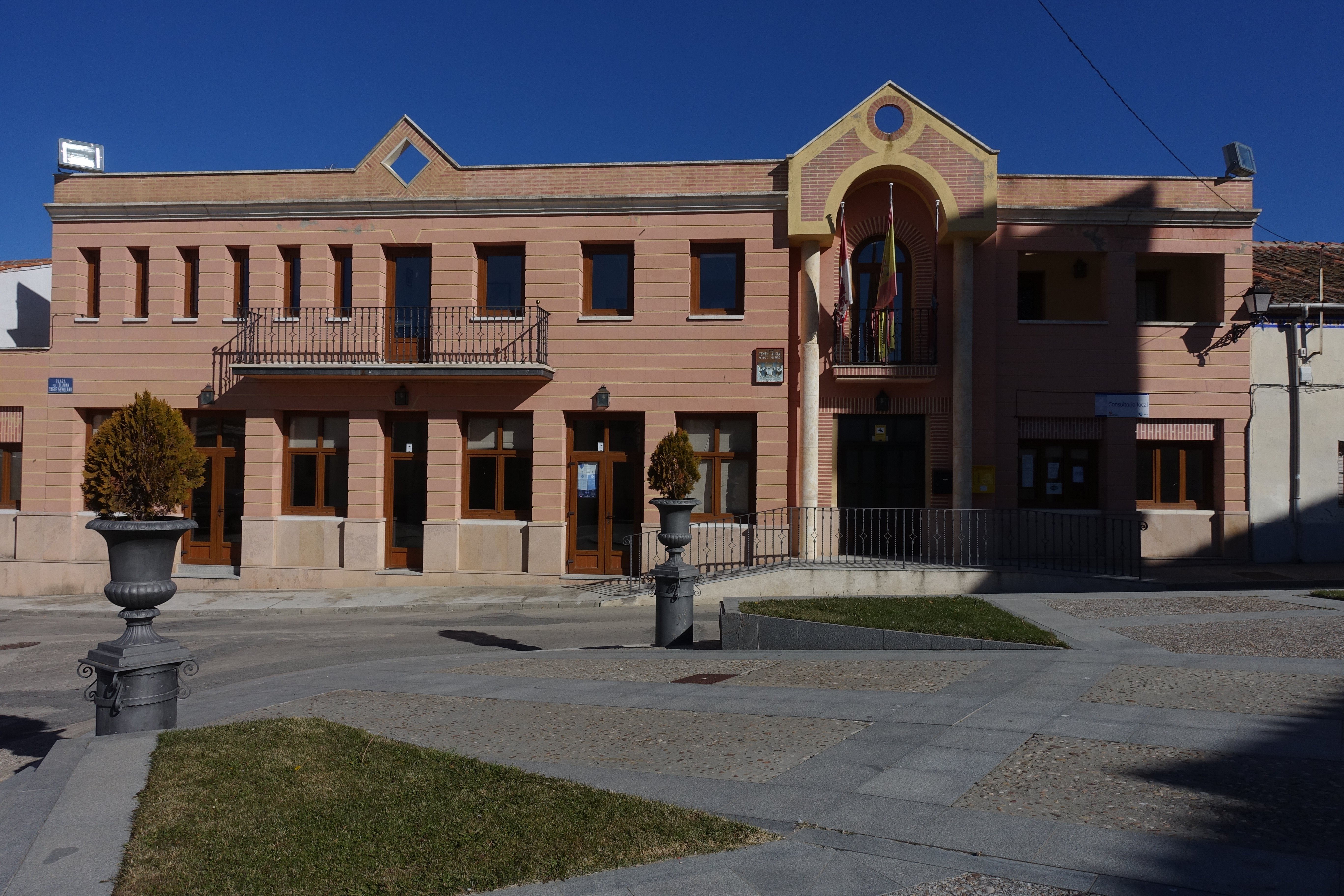
Casa consistorial

La siguiente tabla muestra los alcaldes electos en los últimos años,
| Periodo   | Nombre                 | Partido   |
| --------- | ---------------------- | --------- |
| 1979-1983 | José Llorente Domingo  | UCD       |
| 1983-1987 | José Llorente Domingo  | AP/PDP/UL |
| 1987-1991 | Mario Luengo Herrero   | AP        |
| 1991-1995 | Juan Palomo Rincón     | PSOE      |
| 1995-1999 | Nicéforo Palomo Gómez  | PP        |
| 1999-2003 | Antolín Yagüe Marinas  | PP        |
| 2003-2007 | Antolín Yagüe Marinas  | PP        |
| 2007-2011 | Antolín Yagüe Marinas  | PP        |
| 2011-2015 | César Palomo Sevillano | PP        |
| 2015-2019 | César Palomo Sevillano | PP        |
| 2019-2023 | César Palomo Sevillano | PP        |
| 2023-act. | César Palomo Sevillano | PP        |

### Elecciones municipales
Las siguientes tablas muestran los resultados de las elecciones municipales celebradas en 1999, elecciones municipales celebradas en 2003, 2007, 2011 y 2015.
| Elecciones municipales, junio de 1999 |       |         |
| Candidato                             | Votos | Elegido |
| Antolin Yagüe Marinas PP              | 96    | SI      |
| Cecilia Llorente Cañas PP             | 95    | SI      |
| Juan Ignacio LLorente Cañas PP        | 93    | SI      |
| Jesús de Pablos Pérez PP              | 66    | SI      |
| Fernando Pascual Guijarro PP          | 64    | SI      |

| Elecciones municipales, 25 de mayo de 2003 |       |         |
| Candidato                                  | Votos | Elegido |
| Cecilia Llorente Cañas PP                  | 97    | SI      |
| Antolin Yagüe Marinas PP                   | 88    | SI      |
| Juan Ignacio LLorente Cañas PP             | 87    | SI      |
| M. Mercedes Sevillano Yagüe PP             | 56    | SI      |
| Eloísa Domingo Llorente PP                 | 45    | NO      |
| Nicéforo Palomo Gómez PSOE                 | 55    | SI      |
| Facundo Marazuela Olmos PSOE               | 30    | NO      |
| Mario Moreno Herrero PSOE                  | 30    | NO      |
| Vicente Molina de Pedro PSOE               | 30    | NO      |
| Candido Palomo Olmos PSOE                  | 30    | NO      |

| Elecciones municipales, 27 de mayo de 2007 |       |         |
| Candidato                                  | Votos | Elegido |
| M. Mercedes Sevillano Yagüe PP             | 94    | SI      |
| Antolin Yagüe Marinas PP                   | 92    | SI      |
| Juan Ignacio LLorente Cañas PP             | 81    | SI      |
| Maria Isabel de la Calle Gil PP            | 62    | SI      |
| Niceforo Palomo Gómez PP                   | 47    | SI      |
| Begoña Estefanía Suárez Menendez PSOE      | 30    | NO      |
| Luís Alfonso Campos Concha LV              | 25    | NO      |

| Elecciones municipales, 22 de mayo de 2011 |       |         |            |
| Partido                                    | Votos | %       | Concejales |
| PP                                         | 99    | 66,44 % | 5          |
| PSOE                                       | 38    | 25.50 % | 2          |

| Elecciones municipales, 24 de mayo de 2015 |       |         |            |
| Partido                                    | Votos | %       | Concejales |
| PP                                         | 82    | 60.74 % | 5          |
| PSOE                                       | 36    | 26.67 % | 0          |

## Autobuses

Plano Metropolitano Segovia donde aparecen las líneas a su paso por Martín Miguel

Martín Miguel forma parte de la red de transporte Metropolitano de Segovia que va recorriendo los distintos pueblos de la provincia.
| Línea | Trayecto |
| ----- | --- |
| M1    | Garcillán - Segovia (por Pol. Ind. Nicomedes García, Casino La Unión, Valverde del Majano, Abades y Martín Miguel) |

## Cultura

### Patrimonio

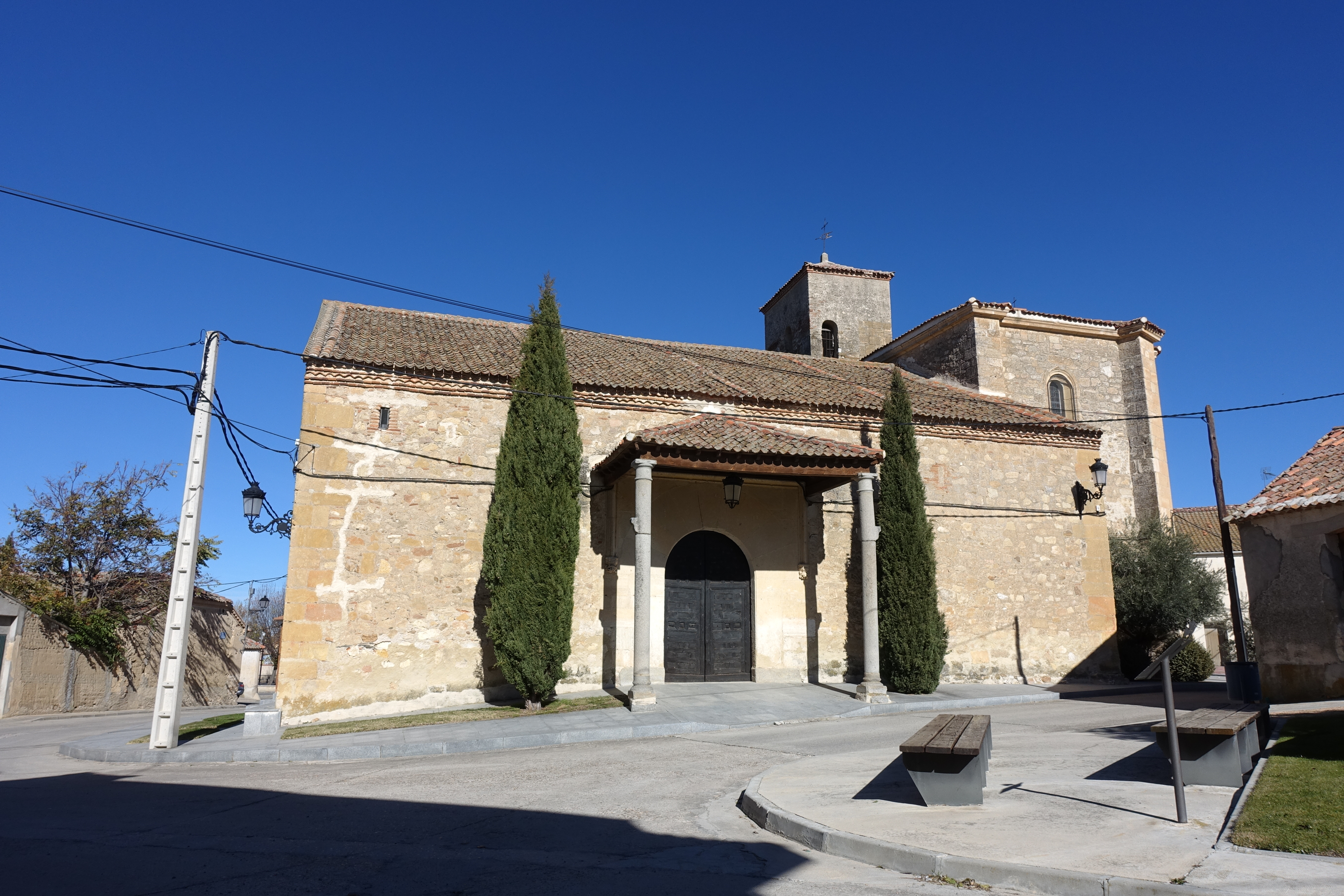
Iglesia de San Bartolomé

- La Iglesia parroquial de San Bartolomé. Dedicada a San Bartolomé. De arquitectura gótica de tres naves, con torre y ábside de tres paños en la cabecera. El templo tenía originariamente tres puertas de entrada, pero hoy en día sólo se pueden ver dos a ambos lados de las naves. La capilla mayor está cubierta con bóveda de crucería y terceletes, mientras que las naves lo hacen con cubiertas de madera. En la nave central destaca un buen artesonado mudéjar de par y nudillo con dobles tirantes. El retablo mayor es un buen ejemplar del churrigueresco segoviano, posee en su centro a San Bartolomé entronizado. Existen otros dos retablos de las naves laterales.
- La Ermita del Santo Cristo del Humilladero, en el cementerio municipal.
- La Casa del pósito. Antiguo depósito municipal de cereal, adaptado en la actualidad como local de usos múltiples del ayuntamiento.
- El caño del pueblo, situado al lado de la Casa del pósito.

### Festividades
- San Bartolomé (24 de agosto). Fiestas Patronales de la localidad con bailes, procesión, actuaciones variadas. Duran varios días. Semana Cultural la semana anterior a las fiestas. El día antes de comenzar las fiestas los quintos preparan una fiesta con cena y baile.
- San Isidro Labrador (15 de mayo). Procesión, refresco y baile
- La Candelaria (2 de febrero).

### Colectivos
- La Peña Martín Miguel 75, fundada en el año 1975, se encarga de la organización de las fiestas patronales, las cuales ha revitalizado.
- La Asociación Cultural San Bartolomé gestiona el grupo de danzas, el grupo de teatro El Arroyo y organiza actividades en el municipio.